# Macrostemum erigone
Macrostemum erigone är en nattsländeart som beskrevs av Malicky 1998. Macrostemum erigone ingår i släktet Macrostemum och familjen ryssjenattsländor. Inga underarter finns listade i Catalogue of Life.